# Ognes (Marne)
Ognes település Franciaországban, Marne megyében. Lakosainak száma 60 fő (2022. január 1.). Ognes Connantre, Angluzelles-et-Courcelles, Corroy és Pleurs községekkel határos.

## Népesség
A település népességének változása:
| Lakosok száma | 102  | 79   | 80   | 70   | 68   | 68   | 63   | 60   | 59   | 60   |
|               | 1968 | 1982 | 1990 | 2006 | 2013 | 2015 | 2017 | 2019 | 2020 | 2022 |